# Plestiodon liui
Plestiodon liui är en ödleart som beskrevs av  Tsutomu Hikida och ZHAO 1989. Plestiodon liui ingår i släktet Plestiodon och familjen skinkar. Inga underarter finns listade i Catalogue of Life.